# María de Aragón (m. 1347)

Señal Real de Aragón, emblema de la Casa de Aragón.

María de Aragón (c. 1299-Monasterio de Santa María de Sigena, 1347) infanta de Aragón, hija de Jaime II y de Blanca de Nápoles.

## Biografía
Contrajo matrimonio con el infante Pedro de Castilla, hijo de Sancho IV de Castilla y de la reina María de Molina, en la Iglesia de Santa María de Calatayud, en las navidades de 1311. Al enlace asistieron los reyes de Aragón y numerosos ricoshombres.
En 1312, tras la muerte de su cuñado Fernando IV, su esposo pasó a desempeñar la tutoría de Alfonso XI de Castilla, menor de edad, en compañía del infante Juan de Castilla el de Tarifa, y de la reina María de Molina, madre del recién fallecido rey y abuela de Alfonso XI.
En 1319 falleció su esposo en el Desastre de la Vega de Granada junto con su tío, el infante Juan de Castilla el de Tarifa, hijo de Alfonso X de Castilla. Tres años después de enviudar, en 1322, tomó los hábitos de monja sanjuanista de la Orden del Hospital, en la ciudad de Tortosa, ingresando a continuación en el Monasterio de Santa María de Sigena donde su hermana Blanca era priora desde junio del año anterior.
Según se desprende de la documentación del Monasterio de Sigena, debió fallecer en dicho monasterio poco antes de julio de 1347. A su muerte, dejó dispuesto en su testamento la fundación del Monasterio de San Pedro Mártir de Barcelona, que posteriormente recibiría el nombre de monasterio de Santa María la Real de Montesión.

## Sepultura

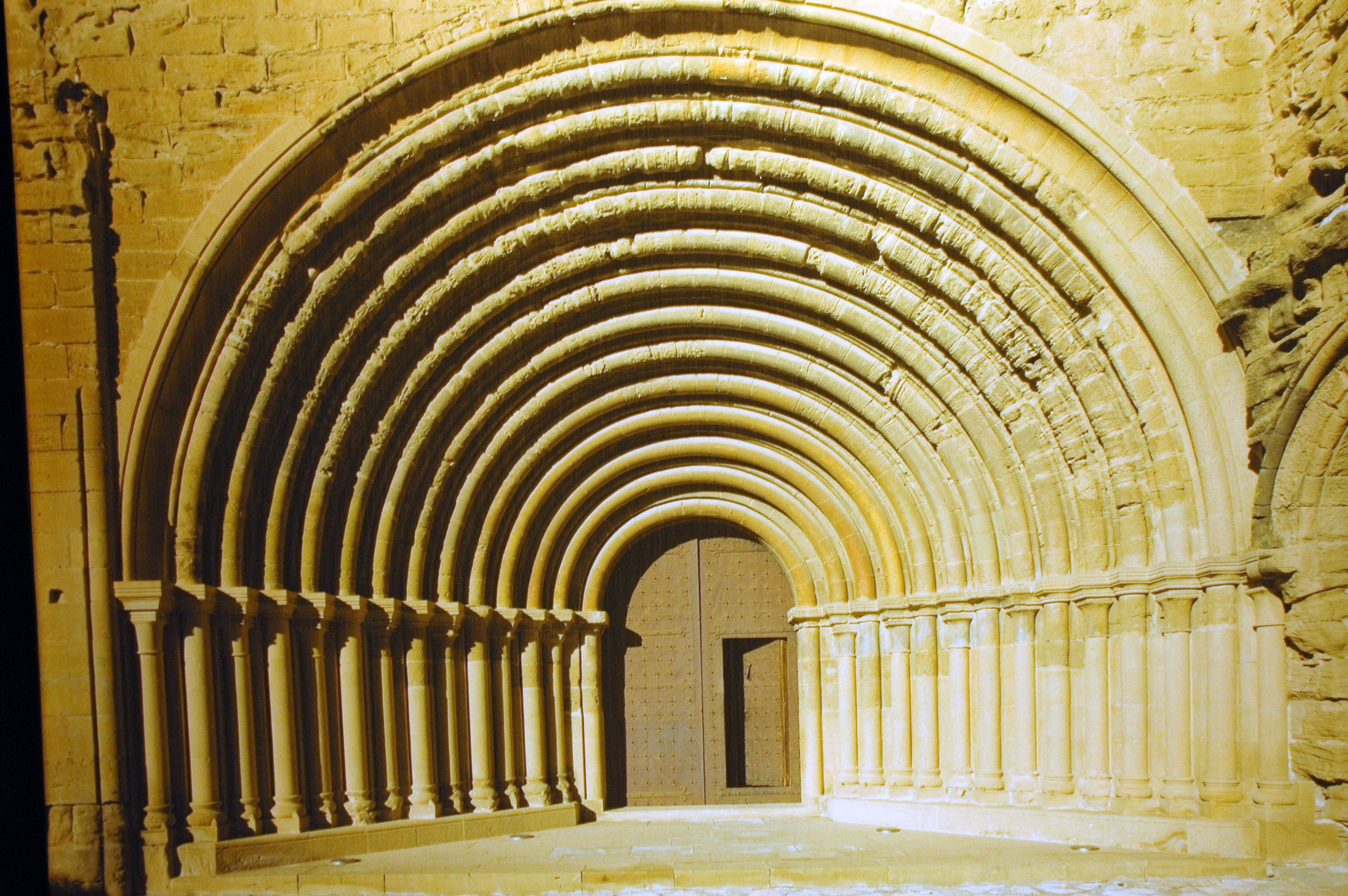
Portada de la iglesia del Monasterio de Santa María de Sigena, con catorce arquivoltas.

Existe controversia sobre el paradero final de los restos de la infanta María de Aragón, pues por una parte, diversas fuentes señalan que se encuentra sepultada junto a su esposo el infante Pedro y su hija Blanca en el Monasterio de Santa María la Real de Las Huelgas, de la ciudad de Burgos. Por los hallazgos realizados en la década de 1940, durante la apertura de las tumbas de dicho monasterio, llevada a cabo por Manuel Gómez-Moreno Martínez, se pudo comprobar que en el sepulcro de las Huelgas atribuido a la infanta María de Aragón se hallaban telas adornadas con los emblemas heráldicos de su esposo, castillos y águilas, que se encontraban en el forro del ataúd.
Por otra parte, otras fuentes señalan que a su muerte, el cadáver de la infanta María de Aragón recibió sepultura en la capilla mayor del Convento de Santa Catalina de Barcelona, en el que también recibió sepultura su hermana, la infanta Blanca de Aragón. En 1549, los restos de la infanta María fueron trasladados al claustro del convento de Santa María la Real de Montesión, y posteriormente, las religiosas del monasterio enterraron los restos de la infanta en el cementerio contiguo en el nuevo emplazamiento del monasterio, que fue destruido en 1936 durante la guerra civil española.

## Matrimonio y descendencia
Fruto de su matrimonio con el infante Pedro de Castilla, hijo de Sancho IV, nació una hija:
- Blanca de Castilla (m. 1375). Fue prometida en matrimonio a su primo Pedro I de Portugal, aunque dicho matrimonio no llegó a celebrarse. Posteriormente, fue señora del monasterio de las Huelgas de Burgos y fue la última que ostentó el señorío civil sobre dicho monasterio hasta su muerte, ocurrida en 1375.[4]